# Richard Krajicek
Richard Peter Stanislav Krajicek (Róterdam, 6 de diciembre de 1971) es un extenista profesional neerlandés, que se destacó durante los años 1990 y es mayormente recordado por haber conquistado el Campeonato de Wimbledon en 1996. En este torneo, Krajicek dio una de las grandes sorpresas de la década al eliminar al tricampeón defensor y N.º 1 del mundo Pete Sampras en sets corridos en los cuartos de final. Esta sería la única derrota de Sampras en Wimbledon entre 1993-2000, en los que conquistó 7 de los 8 torneos jugados. En la final derrotó fácilmente en 3 sets al estadounidense MaliVai Washington convirtiéndose en el primer neerlandés en ganar el título de Wimbledon.
Krajicek se destacó a lo largo de su carrera por su poderoso saque, uno de los más potentes del mundo y un estilo de juego ideal para canchas rápidas.

## Torneos de Grand Slam

### Campeón Individuales (1)
| Año  | Campeonato | Oponente en la final | Resultado en final |
| 1996 | Wimbledon  | MaliVai Washington   | 6-3 6-4 6-3        |

## Títulos (20;17+3)

### Individuales (17)
| Leyenda                |
| Grand Slam (1)         |
| Tennis Masters Cup (0) |
| ATP Masters Series (2) |
| ATP Tour (14)          |

| N.º | Fecha                  | Torneo               | Superficie    | Oponente en la final | Resultado             |
| --- | ---------------------- | -------------------- | ------------- | -------------------- | --------------------- |
| 1.  | 1 de abril de 1991     | Hong Kong            | Dura          | Wally Masur          | 6-2 3-6 6-3           |
| 2.  | 3 de agosto de 1992    | Los Ángeles          | Dura          | Mark Woodforde       | 6-4 2-6 6-4           |
| 3.  | 9 de noviembre de 1992 | Amberes              | Moqueta       | Mark Woodforde       | 6-2 6-2               |
| 4.  | 2 de agosto de 1993    | Los Ángeles          | Dura          | Michael Chang        | 0-6 7-6(3) 7-6(5)     |
| 5.  | 4 de abril de 1994     | Barcelona            | Tierra batida | Carlos Costa         | 6-4 7-6(6) 6-2        |
| 6.  | 6 de junio de 1994     | Rosmalen             | Césped        | Karsten Braasch      | 6-3 6-4               |
| 7.  | 3 de octubre de 1994   | Sídney Indoor        | Dura          | Boris Becker         | 7-6(5) 7-6(7) 2-6 6-3 |
| 8.  | 20 de febrero de 1995  | Stuttgart Indoor     | Moqueta       | Michael Stich        | 7-6 6-3 6-7 1-6 6-3   |
| 9.  | 27 de febrero de 1995  | Róterdam             | Moqueta       | Paul Haarhuis        | 7-6(5) 6-4            |
| 10. | 24 de junio de 1996    | Wimbledon, Londres   | Césped        | MaliVai Washington   | 6-3 6-4 6-3           |
| 11. | 3 de marzo de 1997     | Róterdam             | Moqueta       | Daniel Vacek         | 7-6(4) 7-6(5)         |
| 12. | 14 de abril de 1997    | Tokio                | Dura          | Lionel Roux          | 6-2 3-6 6-1           |
| 13. | 16 de junio de 1997    | Rosmalen             | Césped        | Guillaume Raoux      | 6-4 7-6(6)            |
| 14. | 9 de febrero de 1998   | San Petersburgo      | Moqueta       | Marc Rosset          | 6-4 7-6(5)            |
| 15. | 26 de octubre de 1998  | Stuttgart Indoor TMS | Dura          | Yevgeny Kafelnikov   | 6-4 6-3 6-3           |
| 16. | 22 de febrero de 1999  | Londres              | Moqueta       | Greg Rusedski        | 7-6(6) 6-7(5) 7-5     |
| 17. | 15 de marzo de 1999    | Miami TMS            | Dura          | Sébastien Grosjean   | 4-6 6-1 6-2 7-5       |

### Finalista en individuales (9)
- 1992: Tokio Outdoor (pierde ante Jim Courier)
- 1993: Stuttgart Indoor (pierde ante Michael Stich)
- 1995: New Haven (pierde ante Andre Agassi)
- 1996: Masters de Roma (pierde ante Thomas Muster)
- 1996: Los Ángeles (pierde ante Michael Chang)
- 1997: Masters de Stuttgart Indoor (pierde ante Petr Korda)
- 1998: Masters de Toronto (pierde ante Patrick Rafter)
- 1999: Masters de Stuttgart Indoor (pierde ante Thomas Enqvist)
- 2000: Halle (pierde ante David Prinosil)

### Dobles (3)
| Leyenda                |
| Grand Slam (0)         |
| Tennis Masters Cup (0) |
| ATP Masters Series (1) |
| ATP Tour (2)           |

| N.º | Fecha | Torneo           | Superficie    | Pareja        | Oponentes en la final               | Resultado   |
| --- | ----- | ---------------- | ------------- | ------------- | ----------------------------------- | ----------- |
| 1.  | 1991  | Hilversum        | Tierra batida | Jan Siemerink | Francisco Clavet Magnus Gustafsson  | 7-5 6-4     |
| 2.  | 1993  | Key Biscayne TMS | Dura          | Jan Siemerink | Patrick McEnroe Jonathan Stark      | 6-7 6-4 7-6 |
| 3.  | 1991  | Rosmalen         | Césped        | Jan Siemerink | Hendrik Jan Davids Andrei Olhovskiy | 7-5 6-3     |